# Whiteside (Missouri)
Whiteside è un villaggio degli Stati Uniti d'America, situato nello Stato del Missouri, nella contea di Lincoln.